# فیلمون دیکینسن
فیلمون دیکینسن (به انگلیسی: Philemon Dickinson) سناتور سابق عضو حزب فدرالیست (آمریکا) بود. وی در سال ۱۷۹۰ تا ۱۷۹۳ میلادی سناتور ایالت نیوجرسی در سنای ایالات متحده آمریکا بود.